# La ironía del dinero
La ironía del dinero (titulada "Bonjour la chance" en Francia) es una comedia, coproducción hispano-francesa de 1955, dirigida por Edgar Neville y Guy Lefranc y protagonizada por Irene Caba Alba, Fernando Fernán Gómez, Guillermo Marín y Antonio Casal, entre otros. El rodaje de la película se inició en 1954 y finalizó en 1955, estrenándose en Francia en 1957 y en España no se produjo hasta 1959, debido a diversos problemas de producción.
El film está dividido en cuatro capítulos diferentes ("Sevilla", "Salamanca" y "Toros" dirigidos por Edgar Neville y "Francia" por Guy Lefranc, debido a la imposición de la productora gala). Todos los episodios tienen un nexo común: el hallazgo de una cartera ajena con una gran cantidad de dinero.

## Sinopsis
El hallazgo de una cartera perdida con una cantidad de dinero considerable es el tema común de cuatro historias. La primera transcurre en Sevilla y la protagoniza Frasquito, un perezoso limpiabotas. La segunda historia nos lleva hasta Francia, una frívola quiosquera casada con el cantinero de una estación ferroviaria francesa tiene ligues con varios viajeros, uno de ellos pierde un maletín lleno de dinero y el marido de ella lo encuentra: él quiere devolverlo, pero la mujer se niega. La tercera tiene lugar en Salamanca y su protagonista es un pusilánime funcionario sometido al yugo de su autoritaria esposa, un día ve como se le cae la cartera a un hombre, tras varios intentos malogrados por devolvérsela, compra lotería con ese dinero y le toca. La cuarta y última nos muestra el debut en la madrileña plaza de toros de Las Ventas de "El hambrientito de Cuenca", un pobre infeliz que espera que su triunfo en el ruedo le ayude a pagar las tierras que desea cultivar junto a su padre.

## Reparto episodio "Sevilla"
- Fernando Fernán Gómez como	Frasquito.
- Cécile Aubry como	La extranjera.
- Guillermo Marín como José Luis.
- Carmen de Lirio como Paca.
- Miguel Narros como	Cliente con polainas.
- Santiago Rivero como Don Nicolás.
- Alfonso Godá como Cliente con botas sucias.
- Antonio Riquelme como Mendigo tuerto.

## Reparto episodio "Francia"
- Philippe Lemaire como Antonio Granier.
- Jacqueline Plessis como Margot.
- Henri Vilbert como	Marido.
- Jean Carmet como Feliciano.
- Claude Cerval como Andrés.

## Reparto episodio "Salamanca"
- Antonio Vico como Sebastián.
- Irene Caba Alba como Estefaldina.
- Irene Gutiérrez Caba como Criada.
- Manuel Arbó como Rebollo.

## Reparto episodio "Toros"
- Antonio Casal como El Hambrientito de Cuenca.
- Jacqueline Pierreux como La extranjera.
- Rafael Alonso como	Apoderado.
- José Capilla como Padre.
- Modesto Blanch como Portero de la plaza.
- Ernest Hemingway como Él mismo.
- Carmen Sevilla como Ella misma.

En las cuatro historias Pedro Porcel actuó como narrador e introductor de los capítulos.
En esta historia, no han puesto el nombre de quien hace del torero que coge la cartera, el cual es Rafael Alonso Naranjo, actor distinto al famoso Rafael Alonso que hace de apoderado

## Producción
Entre las localizaciones de rodaje, se encuentra Madrid capital.